# نادي نجم ميضار
نادي نجم ميضار الرياضي هو نادٍ رياضي مغربي من مدينة ميضار. تأسس سنة 1969 تحت مسمى نادي حسنية ميضار ليتم تغيير الإسم إلى المسمى الحالي " نجم ميضار " , حاليا يمارس النادي بالقسم 2 هواة شطر الشمال الشرقي ويعتبر من أقوى الأندية الريفية التي تتنافس في هذا القسم , فضلا عن تحقيقه الصعود من القسم الممتاز موسم 23/24 بعد عدة سنوات من المنافسة في هذا القسم .

## وصلات خارجية
- (بالعربية) موقع رسمي للنادي